# 磨碟沙站
磨碟沙站是广州地铁8號線和18號線的一座换乘车站。车站位於中国广东省广州市海珠区新港东路海洲路口之间的地底，于2003年6月28日隨2號線首期曉港至琶洲段啟用，2021年9月28日随18号线首通段通车而成为换乘车站。

## 车站结构
磨碟沙站目前分为两个站体：位于新港东路的8号线车站、以及位于海洲路的18号线车站。两线站厅通过换乘通道连接。车站周边为新港東路、海洲路、琶洲大道，广州国际文化中心及琶洲互联网创新集聚区附近建築。

### 8号线樓層
8号线车站共有两層，地下一層為8號線月台，以及南北站厅，其中北站厅与换乘通道连接；地下二層為两侧站厅和站台之间的聯絡通道。
| 地下一层 | 8号线北站廳 | 售票機、客服中心、安检设施 经換乘通道前往 █18号线 |  |  |
|          | 侧式站台    |                                                   |  |  |
|          | 1 站台      | █8号线 滘心方向（下站：赤岗）                     |  |  |
|          | 2 站台      | █8号线 万胜围方向（下站：新港东）                 |  |  |
|          | 侧式站台    |                                                   |  |  |
|          | 8号线南站廳 | 售票機、客服中心、警务室、安检设施                |  |  |
| 地下二层 | 聯絡通道    | 非付費區來往兩側站廳 付費區來往兩側月台           |  |  |

### 18号线樓層
18号线车站共有三層，地下一層為站厅层，以及换乘通道；地下二層為缓冲平台和设备区；地下三层为18号线站台。
| 地下一层 | 18号线站廳                 | 售票機、客服中心、商店、警务室、安检设施          |  |  |
|          | 換乘通道                   | 前往 █8号线                                       |  |  |
| 地下二层 | 缓冲平台                   | 連接站廳與站台                                    |  |  |
|          | 设备区                     | 车站设备                                          |  |  |
| 地下三层 |                            | █18号线 越行路軌                                  |  |  |
|          | 3 站台                     | █18号线 冼村方向（下站：冼村）                    |  |  |
|          | 岛式站台（卫生间、母婴室） |                                                   |  |  |
|          | 4 站台                     | █18号线 万顷沙方向（下站：龙潭 / 快车：南村万博） |  |  |
|          |                            | █18号线 越行路軌                                  |  |  |

### 站厅以及换乘
磨碟沙站设有18号线站廳以及8号线南北兩個站廳，均位于地下一层。两线车站在付费区和非付费区之间均通过换乘通道，以连接18号线站厅和8号线北站厅，其中换乘通道付费区内设有4条自动人行道。而8号线兩個站廳及月台之间通過兩條路軌下方两条联络通道前往，其中位处中部的联络通道分别划分为非付费区（楼梯一侧）和付费区（扶梯一侧），东侧的联络通道则完全划分为付费区。
为方便乘客进出及换乘，18号线站厅中央南侧，8号线两个站厅的东侧均被划分为付费区。其中18号线站厅付费区内设有多条扶手电梯和楼梯供乘客前往18号线站台，其中南端前后的4条扶梯为直接连接至靠近换乘通道一侧，中部及北端的扶梯和楼梯则需要经由缓冲平台才能前往，另外亦会设有直连的两台专用电梯。
两个站厅内主要设有售票机、客服中心等设施，其中18号线站厅和8号线北站厅更设有智能客服中心。另外车站亦会设有便利店、自动售卖机以及智能寄存柜等。

### 月台

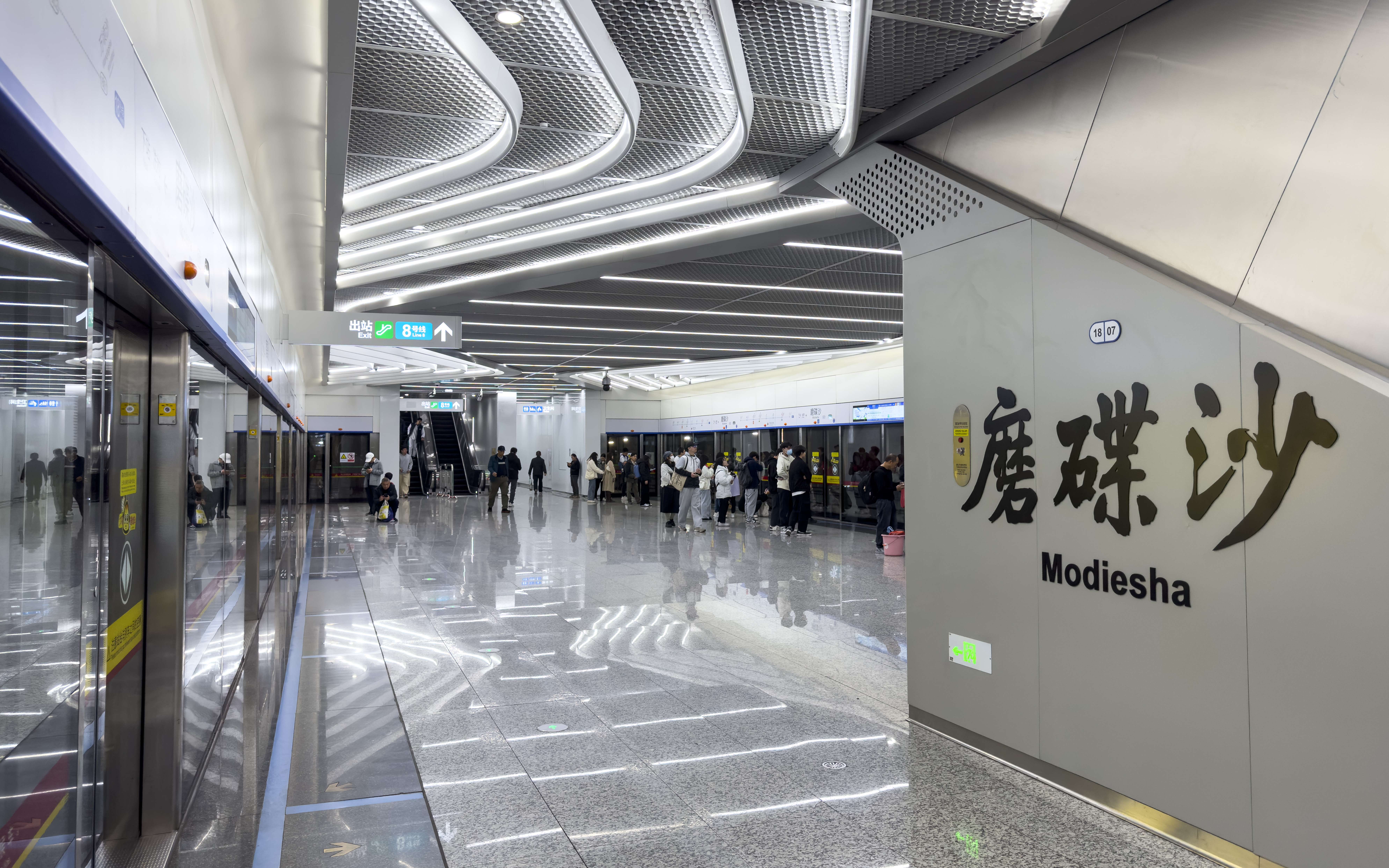
18号线3站台

本站8号线設有兩個側式月台，位於新港東路地底。18号线则设有一个岛式站台，位于海洲路地底。兩線月台大致呈一個垂直翻转「L」字型。8號線在上層，18號線在下層。
本站的卫生间和母婴室均设于18号线站台南端。
8号线和18号线站台均设有书法站名，其中8号线为时任中国书法家协会副主席、广东省书法家协会主席陈永正之手笔。

#### 站线配置
8号线月台往万胜围方向的一端設有一組交叉渡線，以及來往赤沙車輛段的出入段線。出入段線在交叉渡線東側從兩條正線分別分岔。出入段线因目前配合赤沙车辆段重建工程而封閉，其中出段线待11号线开通后成为8号线与11号线的联络线，而原有的入段线地下结构则被混凝土结构永久封闭，相关路轨亦全部拆除，地面路轨部分将成为实训专用路轨。
本站在设计时作為18號線的快慢車越行站，因此設有四條路軌，內側兩條路軌供慢車停靠使用，並設有島式月台供乘客上下車；外側兩條路軌則專供快車使用，在本站越過慢車，沒有設置任何上下車設施。同時內側和外側路軌之間以牆壁分隔，屆時乘客在月台上並不會看見快車越過本站的情景（除月台兩端以外）。直到2022年9月28日快車開始停靠本站，自此18号线所有列车均停靠本站内侧月台，外側路軌則只會在列车不载客出入库而越过本站等特殊情况下才會使用。

### 出入口
磨碟沙站目前设有7個出入口供乘客进出，分别分布于8号线两个站厅和18号线站厅。
其中8号线南北站厅各自设有一个出入口（B、C出入口），18号线站厅则设有E、H、J出入口，其中E、J口因应连接地面的扶梯和楼梯对向出口不同而细分为1口和2口。
|                                                             |                                                           |      |          |                                             |
|                                                             |                                                           |      |          |                                             |
| 编号                                                        | 设施                                                      | 照片 | 出口指示 | 建议前往的目的地                            |
| 8号线北站厅                                                 |                                                           |      |          |                                             |
| B                                                           | 盲道标志 · 扶手电梯标志                                   |      | 新港东路 | 三七互娱全球总部大厦 公交：磨碟沙站（西行） |
| 8号线南站厅                                                 |                                                           |      |          |                                             |
| C                                                           | 盲道标志 · 轮椅升降台标志 · 无障碍通道标志 · 扶手电梯标志 |      | 新港东路 | 公交：磨碟沙站（东行）                      |
| 18号线站厅                                                  |                                                           |      |          |                                             |
| E1                                                          | 扶手电梯标志                                              |      | 新港东路 | 公交：海港花园站（西行）                    |
| E2                                                          | 盲道标志                                                  |      | 新港东路 |                                             |
| H                                                           | 盲道标志 · 升降机标志 · 无障碍通道标志 · 扶手电梯标志     |      | 海洲路   | 三七互娱全球总部大厦                        |
| J1                                                          | 扶手电梯标志                                              |      | 新港东路 | 公交：海港花园站（西行）                    |
| J2                                                          |                                                           |      | 新港东路 |                                             |
| 註： 設有 \| 設有 \| 設有 \| 設有輪椅升降台 \| 設有扶手電梯 |                                                           |      |          |                                             |

## 接驳交通
| 公交线路 \| 编号 \| 编号 \| 线路 \| 线路 \| 线路 \| 收费 \| 备注 \| \| ---- \| -------------------- \| --------------------- \| --------------------- \| ---------------------- \| --------------------- \| ------------------------------- \| \| \| 229 \| 罗冲围（松南路） \| ⇆ \| 琶洲石基村（黄埔古港） \| 3元 \| \| \| \| 239 \| 华景新城（翰景路） \| ⇆ \| 南洲北路 \| 2元 \| \| \| \| 262 \| 珠江帝景苑 \| ⇆ \| 新洲码头 \| 2元 \| 经赤岗北路（艺洲路口） \| \| \| 304 \| 长隆旅游度假区 \| ⇆ \| 棠德花苑 \| 3元 \| \| \| \| 582 \| 海珠客运站 \| ⇆ \| 凌塘村 \| 2元 \| \| \| \| 582班车 \| 琶洲保利 \| ⇆ \| 起云路 \| 2元 \| \| \| \| 763 \| 已于2024年9月28日停办 \| 已于2024年9月28日停办 \| 已于2024年9月28日停办 \| 已于2024年9月28日停办 \| 已于2024年9月28日停办 \| \| \| 988 \| 已于2024年5月5日停办 \| 已于2024年5月5日停办 \| 已于2024年5月5日停办 \| 已于2024年5月5日停办 \| 已于2024年5月5日停办 \| \| \| B7快线 \| 海珠客运站 \| ⇆ \| 车陂路 \| 2元 \| \| \| \| 大学城专线3大学城3线 \| 广东药学院 \| ⇆ \| 大学城（中部枢纽） \| 3元 \| 15分/班（寒暑假期间30–60分/班） \| \| \| 旅游公交3线 \| 中成路 \| ⇆ \| 琶洲石基村（黄埔古港） \| 3元 \| \| \| \| 夜20 \| 广州南站 \| ⇆ \| 车陂 \| 4元 \| 125路附属线路 \| \| \| 夜66 \| 珠江帝景苑 \| ⇆ \| 新洲码头 \| 3元 \| 经客村立交 262路附属线路 \| \| \| 夜70 \| 天河客運站 \| ⇆ \| 北山村（新滘东路） \| 4元 \| 252路附属线路 \| \| \| 夜101 \| 沥滘 \| ⇆ \| 沐陂村 \| 4元 \| 582路附属线路 \| |                      |                       |                       |                        |                       |                                 |
| 编号 | 编号                 | 线路                  | 线路                  | 线路                   | 收费                  | 备注                            |
| | 229                  | 罗冲围（松南路）      | ⇆                     | 琶洲石基村（黄埔古港） | 3元                   |                                 |
| | 239                  | 华景新城（翰景路）    | ⇆                     | 南洲北路               | 2元                   |                                 |
| | 262                  | 珠江帝景苑            | ⇆                     | 新洲码头               | 2元                   | 经赤岗北路（艺洲路口）          |
| | 304                  | 长隆旅游度假区        | ⇆                     | 棠德花苑               | 3元                   |                                 |
| | 582                  | 海珠客运站            | ⇆                     | 凌塘村                 | 2元                   |                                 |
| | 582班车              | 琶洲保利              | ⇆                     | 起云路                 | 2元                   |                                 |
| | 763                  | 已于2024年9月28日停办 | 已于2024年9月28日停办 | 已于2024年9月28日停办  | 已于2024年9月28日停办 | 已于2024年9月28日停办           |
| | 988                  | 已于2024年5月5日停办  | 已于2024年5月5日停办  | 已于2024年5月5日停办   | 已于2024年5月5日停办  | 已于2024年5月5日停办            |
| | B7快线               | 海珠客运站            | ⇆                     | 车陂路                 | 2元                   |                                 |
| | 大学城专线3大学城3线 | 广东药学院            | ⇆                     | 大学城（中部枢纽）     | 3元                   | 15分/班（寒暑假期间30–60分/班） |
| | 旅游公交3线          | 中成路                | ⇆                     | 琶洲石基村（黄埔古港） | 3元                   |                                 |
| | 夜20                 | 广州南站              | ⇆                     | 车陂                   | 4元                   | 125路附属线路                   |
| | 夜66                 | 珠江帝景苑            | ⇆                     | 新洲码头               | 3元                   | 经客村立交 262路附属线路        |
| | 夜70                 | 天河客運站            | ⇆                     | 北山村（新滘东路）     | 4元                   | 252路附属线路                   |
| | 夜101                | 沥滘                  | ⇆                     | 沐陂村                 | 4元                   | 582路附属线路                   |

## 利用狀況
本站开通初期，由于所处地区位于广州近郊，很多企业都曾在此设厂，更是广州市近郊的一个轻工业基地。後來工廠撤走，本站所在地塊重新規劃發展。但其后附近亦只有幾個小區入伙，所以每天客流較低。本站曾是8号线使用量最少的车站。随着本站北边地块近年来划为琶洲互联网创新集聚区以进行建设，目前已有部分写字楼建成并开始进驻使用，令本站早晚高峰时段客流开始上升。18号线开通后，本站成为换乘站，更是18号线开通初期在广州市区的唯一换乘站。沿线乘客若要前往市区各站，几乎都需要在本站换乘。加上互联网创新聚集区内的H出入口启用后，进一步推高本站的整体客流。

## 車站歷史

### 规划与8号线建设
在1997年的《廣州市城市快速軌道交通線網規劃研究（最終報告）》規劃方案A中，本站是2號線拆解出來的5號線（現8號線）的一個中途站，位置與現時相若。隨後本站成為舊2號線首期的其中一個站，先行建設，採取先行貫通預留遠期拆分的方式。由於本站附近未有足夠發展，不屬於交通繁忙的市區，因此最初線路规划在本站以東立即伸延出地面，並以高架形式前往琶洲。但由於中央有關部門不批准此段建為高架路段，该段定线最后确定改為建在地底。
2號線首期工程于1999年10月10日正式动工。2003年6月28日，本站隨2號線首期曉港至琶洲段啟用。2010年9月22日至24日，本站隨舊2號線一同停運，進行線路拆解；9月25日清晨本站重启服务，並改屬新的8號線。

### D出入口
磨碟沙站自2003年6月28日启用以来，一直只有两个出入口，C出入口虽能为新港东路南侧的居民提供服务，但对于华南大桥附近的居民来说路途稍为遥远，略有不便。2015年3月17日，广州市环保局受理了广州市轨道交通八号线磨碟沙站A端风亭改造及新增4号出入口工程环评，磨碟沙站附近由于要新建一个邦华大厦地块项目，项目位于地铁八号线磨碟沙站东南侧，并同时预留地铁出入口。该出入口位于新港东路以南，通道西端接驳车站预留口，东端接入邦华大厦负一层夹层，出入口位于该大厦地面一层。同时为配合建设，届时亦需对磨碟沙站A端2号风亭和紧急疏散口进行迁移。
但截至2023年2月，本站D出入口的相关工程仍未展开。

### 18号线
因本站规划时为18和19号线的换乘站，同时距离8号线车站有一定距离，故在规划工程期间称为琶洲西区站。2020年6月，廣州地鐵集團向廣州市民政局地名委員會申報18号线、22号线车站沿线站名，本站最終因与8号线磨碟沙站换乘，故对站名进行统一，以磨碟沙站作為18号线車站正式名稱。
2021年8月，18号线车站的属地管理、调度指挥、设备设施使用管理“三权”移交予运营方。
为配合18号线车站启用后的换乘客流，运营方在18号线车站启用前夕，即2021年7月9日起圍蔽非付费區範圍的聯絡通道进行改造，包括重置扶手电梯和楼梯的位置，同时原有北站厅部分的闸机移至新建的换乘通道处。改造后，原有8号线非付費區联络通道在靠近扶手电梯的一侧被划分为付费区，并扩大了8号线两个站厅的付费区范围。
2021年9月28日，18号线车站随18号线首通段開通運營而启用。18号线开通一年后，本站成为其快车的停靠站。

### 运营事件
2022年年末疫情期间，本站曾受防控措施影响，于2022年11月5日9时至11月27日暫停進出站服務，僅保留站內換乘功能；期间为服务成人高考等考试考生，5日及6日的早上9时前仍可進出站。

## 未來發展

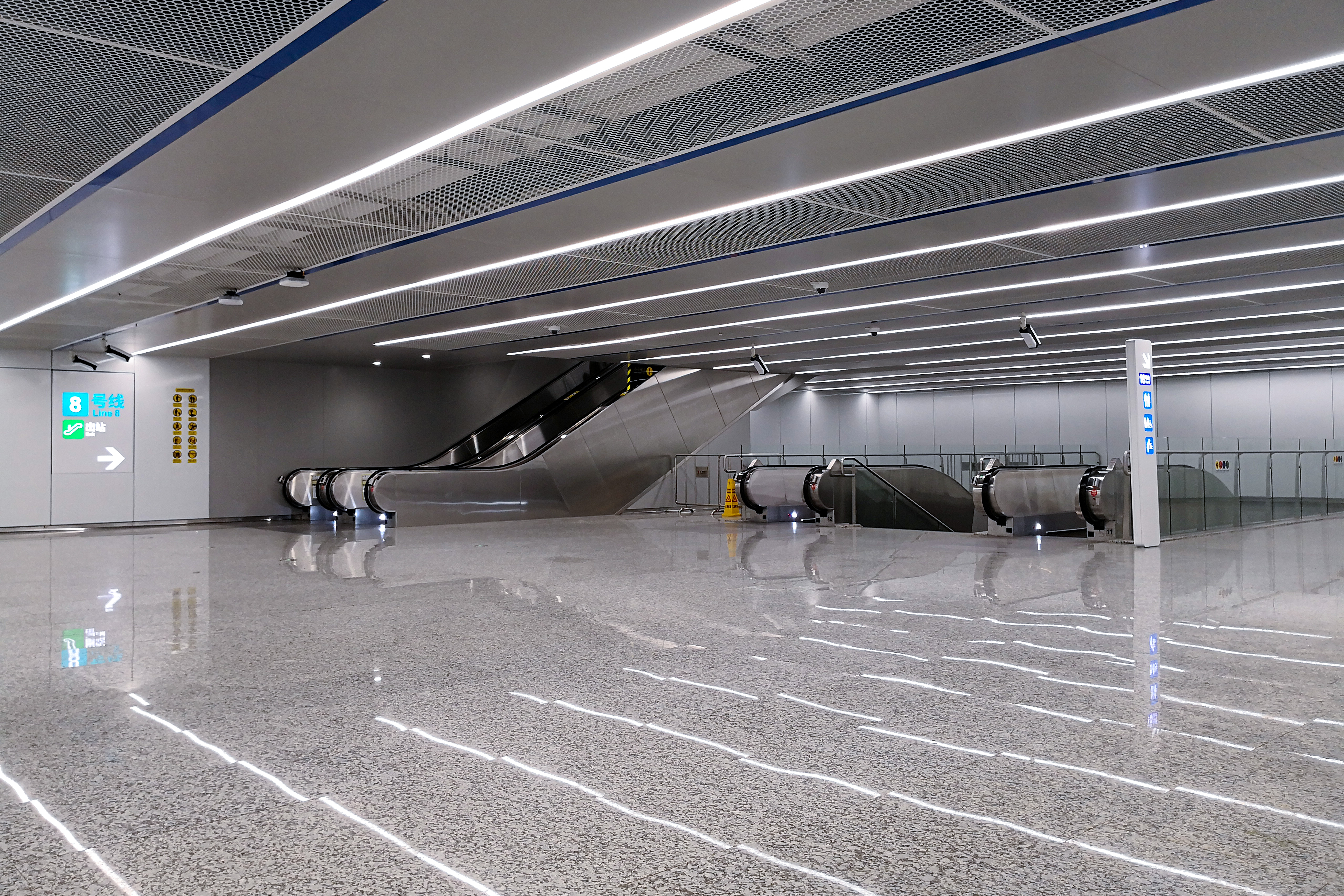
18号线缓冲平台

19號線和28號線（佛穗莞城际）未来将在本站与8号线和18号线换乘，18号线车站的地下二层缓冲平台处已做出相关预留。其中佛穗莞城际的车站设立在位于宝地广场北侧所在的中南钢铁总部大楼南侧约200米，8号线车站北侧约300米的位置，并在站后设置存车线:13；而19号线车站的设置仍不明朗。